# Ralph Tresvant
Ralph Edward Tresvant, född 15 november 1968 i Boston, Massachusetts, är en amerikansk sångare, låtskrivare, skådespelare och skivproducent som är mest känd som huvudsångare i R&B- gruppen New Edition. Som soloartist så släppte han 1990 sitt album Ralph Tresvant. 2008 så började han turnera tillsammans med Bobby Brown och Johnny Gill som då hade bildat gruppen Heads of State.